# 耶律忙古台
耶律忙古台（?—?），蒙古帝国将领，太师耶律阿海的长子。
耶律忙古台在成吉思汗时，为御史大夫，佩虎符，监战左副元帅官、金紫光禄大夫，管辖契丹汉军，奉命驻守中都（今北京市），招安水泊等处，去世，无子。弟弟耶律绵思哥、耶律捏儿哥。